# Massimo Aparo
Massimo Aparo (Pistoia, 31 luglio 1953) è un ingegnere italiano, specializzato nel settore nucleare, vice direttore generale e capo del Dipartimento di salvaguardia dell'Agenzia internazionale per l'energia atomica (AIEA).

## Biografia
Massimo Aparo si è trasferito giovanissimo a Roma, dove ha conseguito la maturità al Liceo scientifico Augusto Righi e si è laureato in ingegneria nucleare alla Sapienza di Roma.
Prima di entrare in IAEA, Aparo ha lavorato come direttore generale di un'azienda italiana specializzata nel rilevamento e monitoraggio delle radiazioni. Ha avuto anche esperienze di lavoro presso l’Agenzia Spaziale Europea e l’ENEA.
Aparo ha iniziato a lavorare nel dipartimento di salvaguardia dell'AIEA nel 1997. Ha prima ricoperto le funzioni di Capo della divisione dei servizi tecnici e scientifici, poi quella di Capo dell'Ufficio regionale di Tokyo nella divisione delle operazioni A 
, con responsabilità della supervisione delle missioni ONU sulla sicurezza degli impianti nucleari in Giappone, Cina, Corea del Nord, Corea del Sud, Australia, Indonesia, Taiwan e gli altri paesi dell’Asia.
Nel 2015, a seguito della risoluzione ONU n. 2231, Aparo è stato nominato Capo della Task Force Iran
, un’unità operativa creata con il compito di verificare e controllare che tutti gli stati di tecnologia nucleare e di know-how dell’Iran si limitino alla ricerca scientifica e siano coerenti con gli standard richiesti pena la revoca delle sanzioni internazionali. Il team è composto da 50 membri, tra cui ingegneri nucleari, chimici, fisici, analisti di dati di intelligence ed esperti di comunicazione.
L'11 maggio 2018, Aparo è stato nominato vicedirettore generale e capo del Dipartimento di salvaguardia nell'AIEA dal direttore generale giapponese Yukiya Amano, a seguito delle dimissioni del finlandese Tero Varjoranta.